# 가맹사업관리자
가맹사업관리자(加盟事業管理者)는 하나의 프렌차이즈 사업이 발전하는 과정 가운데, 해당 가맹점을 지원, 관리하는 직업을 의미한다. 지원 활동 외에 교육 프로그램, 공동 프로모션과 같은 가맹점에게 실질적으로 도움이 될 수 있는 내용들을 기획한다. 또한 해당 직업 종사자는 여러 가맹점의 의견 반영을 통해 앞으로의 정책 반영을 결정하기도 한다.

## 지원 자격
해당 직업에 지원하려면 자신이 어떤 프렌차이즈 사업 영역에 관심이 있어야 한다. 호텔경영, 외식산업과 같은 과를 졸업했을 경우 해당 직업을 지원하는데 유리한 조건을 갖추게 된다. 또한 세법, 가맹사업법, 상법, 부동산거래 실무와 같은 지식 역시 필요하다.